# Adrien-Jean-Quentin Beuchot
Pour les articles homonymes, voir Beuchot.
Adrien-Jean-Quentin Beuchot, né à Paris le 13 mars 1777 où il est mort le 8 avril 1851, est un bibliographe français.

## Origine
Éduqué chez les oratoriens de Lyon, Beuchot travailla ensuite quelque temps chez un notaire, et finit par étudier la médecine. En 1794, il fut nommé chirurgien aide-major au neuvième bataillon de l’Isère.

## Littérature
Rentré dans la vie civile aussitôt que cela lui fut possible, Beuchot fit paraître ses premiers essais littéraires dans le Bulletin des Petites Affiches de Lyon. En 1801 il vint à Paris, où il coopéra au Courrier des spectacles d'Édouard Lepan et, en 1802, il publia avec Dominique Boutard un vaudeville intitulé les Prisonniers de Londres, ou les Préliminaires de paix, et inséra plusieurs poésies légères dans divers recueils. En 1808, il prit part à la rédaction du Nouvel Almanach des Muses, et réalisa plusieurs articles nécrologiques dans la Décade philosophique.

## Grandes éditions
- Il fit aussi réimprimer, avec des préfaces et des notes :
  - le Dictionnaire historique et critique de Pierre Bayle ; Paris, 1820-1824, 16 volumes in-8°
  - les Œuvres de Voltaire ; 1831-1841, 72 volumes in-8°, dont 2 de tables. Cette édition, la plus complète et la plus estimée, est le fruit de plus de quinze ans de travaux. Pour cette édition, il écrivit plusieurs « Avertissements » notamment pour l'Écossaise, pièce de théâtre écrite en 1760 (1829), mais aussi pour le Dictionnaire philosophique, La Henriade, l'Essai sur les mœurs et l’Esprit des nations, etc[3].

Bibliothécaire de la chambre des députés depuis 1831, Beuchot fut mis à la retraite en 1850.

## Publications
- Nouveau Nécrologe des hommes nés en France ou qui ont écrit en français, morts depuis le 1er janvier 1800; Paris, 1812, in-8° ;
- Liberté de la Presse, 1814, in-8° ;
- Oraison funèbre de Bonaparte ; 1814, in-8°: recueil piquant des adulations adressées à Napoléon par certains fonctionnaires; il y eut cinq éditions[4] ;
- Opinion d’un Français sur l’Acte additionnel aux constitutions de l’empire; 1815, in-8° ;
- Dictionnaire des Immobiles ; 1815, in 8 ;
- Réflexions sur les lois concernant la propriété littéraire ; 1817, in-8° ;
- Notice sur Fénelon, suivie d’une liste chronologique de ses écrits ; 1831, in-8° ;
- Catalogue de la bibliothèque Voltairienne, collection unique restée en manuscrit, comprenant les éditions originales et les principales réimpressions de chacun des ouvrages de Voltaire, avec les satires, critiques, parodies, apologies, etc., sur Voltaire.